# Gösta Holmér
Gösta Holmer, né en 1891 et décédé en 1983, fut un athlète et entraîneur suédois, inventeur de la méthode d'entraînement nommée fartlek.

## Palmarès

### Jeux olympiques d'été
- Jeux olympiques d'été de 1912 à Stockholm ( Suède)
  -  Médaille de bronze au décathlon